# Huby-Saint-Leu
Huby-Saint-Leu é uma comuna francesa na região administrativa de Altos da França, no departamento de Pas-de-Calais. Estende-se por uma área de 12,44 km². Em 2010 a comuna tinha 896 habitantes (densidade: 72 hab./km²).